# Gamsgrat
Gamsgrat je planina na granici Lihtenštajna i Austrije u lancu Rätikon u istočnim Alpama u blizini grada Malbuna (Lihtenštajn), s visinom od 2,246 metara.